# Парадоксот на Диоген
Парадоксот на Диоген је југословенски телевизијски филм из 1975. године. Режирао га је Ацо Алексов а сценарио је написао Томе Арсовски.

## Улоге
| Глумац             | Улога                       |
| ------------------ | --------------------------- |
| Ристо Шишков       | Инж. Драшко Каровски        |
| Илија Милчин       | Инж. Владимир Крстин Борски |
| Киро Ћортошев      | Судијата                    |
| Вукан Диневски     | Обвинителот                 |
| Јон Исаја          | Д р Алексеј Кондарко        |
| Ненад Милосављевић | Бранителот                  |
| Снежана Стамеска   | Инж. Борика Корда           |
| Мајда Тушар        | Даница                      |
| Блаже Алексоски    | Член на судскиот совет      |